# Fehér-parti 2. sz. barlang
A Fehér-parti 2. sz. barlang a Tihanyi-félszigeten, a Balaton-felvidéki Nemzeti Park területén található egyik barlang.

## Leírás
A tihanyi apátsági templomtól kb. 1,2 km-re D-re, az Akasztó-hegy ÉK-i meredek, suvadásos falában, a Fehér-part aljában (a törmeléklejtő tetején) található három barlang (a Fehér-parti 1. sz. barlang, a Fehér-parti 2. sz. barlang és a Fehér-parti 3. sz. barlang), valamint több kisebb üreg. Megközelíteni legcélszerűbb az Akasztó-hegy É-i részénél levő autóparkolótól a zöld jelzésű turistaösvényen D felé haladva. Fel kell menni az Akasztó-hegyre, majd a második érintett forráskúpnál, ahol pihenőpad is van, le lehet ereszkedni a Fehér-part sziklafalának tövébe, annak É-i részénél. (Ez kb. 300 m-es út.) Mindössze 1,5 m-rel délebbre és kb. 1 m-rel magasabban nyílik a sziklafal tövében mint a Fehér-parti 1. sz. barlang.
A barlang K felé néző, 2 m széles és 1 m magas száját egyetlen befelé szűkülő és alacsonyodó 2,1 m hosszú, zsákszerű üreg követi. Térfogata kb. 1,5 m³. Oldalfalaiban üstös oldásnyomok találhatók, alját vastag, homokos, kőzetlisztes, mészkőtörmelékes üledék alkotja.
Pannon homok és pleisztocén lemezes forrásmészkő gejziritjének határán alakult ki a barlang. Az üreg tetejét lemezes forrásmészkő, oldalait mésszel cementált homok és kőzetliszt alkotják. A barlang elsődlegesen forróvízi oldódással, kiöblítődéssel keletkezett. E genetikai fázist támasztják alá az üstszerű oldásformák és a befelé tartó csatornajáratok. A későbbi genetikai fázisban pedig a kifagyásnak és kimállásnak is jelentős szerep jutott. A barlangot magába foglaló Fehér-part sziklafala suvadással alakult ki. A suvadást pedig valószínűleg a korábbi idők sokkal nagyobb méretű, kőzethatármenti üregesedése okozta. Így valószínűleg a régi, nagyobb barlangnak csak maradványa maradt meg napjainkra. A száraz és poros barlang klímája a környezet klímájához hasonló. Néhány ízeltlábú faj és néha rókák élnek benne. Üledékének eltávolításával valószínűleg láthatóvá válna a jelenleg zsákszerű barlang folytatása. Jelentősége a helyzetéből adódó kétfázisú kialakulásmód miatt van, egyébként kis mérete miatt csak helyi jelentőségű.
Előfordul a barlang az irodalmában Akasztó-dombi 3. barlangüreg (Eszterhás 1984), Akasztó-dombi barlangüregek (Eszterhás 1987) – valószínűleg közülük az egyik üreg –, Akasztó-hegy-barlangüregei (Eszterhás 1987) – valószínűleg közülük az egyik üreg –, Akasztó-hegyi 3. barlang (Eszterhás 1984), Akasztó-hegyi-barlang (Eszterhás 1987), Akasztó-hegyi-barlangüregek (Eszterhás 1987) – valószínűleg közülük az egyik üreg –, Akasztó-hegyi barlangüregek (Bertalan 1976) – valószínűleg közülük az egyik üreg –, Fehér-parti 2. barlang (Eszterhás 1983), Fehér-parti 2.sz. barlang (Eszterhás 1989), Fehér-parti-üregek (Eszterhás 1987) – valószínűleg közülük az egyik üreg – és Fehér-part-üregei (Eszterhás 1987) – valószínűleg közülük az egyik üreg – neveken is. 2001-ben volt először Fehér-parti 2. sz. barlangnak nevezve a barlang az irodalmában.

## Kutatástörténet
A barlang alighanem régen ismert, nyitott bejáratú üreg, melyet először, 1908-ban Vitális István említett a Fehér-partról szóló földtani leírásban Eszterhás István 1987-es tanulmánya szerint. Vitális István tanulmányában azonban nincs említés barlangról. Később Bertalan Károly állapította meg a barlang legjellemzőbb adatait, majd az adatok alapján került az Országos Környezet- és Természetvédelmi Hivatal barlangkatalógusába. Az 1970-es évek elején Pék József készítette el az Akasztó-hegyi-barlang nevű barlang térképét, de a térkép és a jelenleg ismert adatok összevetésének hiánya miatt nem sikerült megállapítani, hogy az Akasztó-hegyen lévő melyik barlangot ábrázolja a térkép.
Bertalan Károly említette meg a Magyarország barlangleltára című, 1976-ban befejezett kéziratában az Akasztó-hegyi barlangüregek összefoglaló nevet. A leírásban az olvasható, hogy Tihanyban, a tihanyi apátságtól D-re kb. 1,2 km-re, az Akasztó-hegy meredek ÉK-i oldalán, sziklák lábánál, forrásmészkő feküjében lévő pannon homokban vannak a pár m hosszú, kimállott sziklaüregek. A kézirat üregekre vonatkozó része 1 kézirat alapján lett írva.
A jelenleg rendelkezésre álló adatok szerint a biztosan erre a barlangra vonatkozó, írott említés először Eszterhás István 1983-ban készült tihanyi szpeleográfiai jelentésében szerepel. 1983-ban Eszterhás István és Szobonya Károly mérték fel a barlangot, majd Eszterhás István a felmérés alapján elkészítette a barlang alaprajz térképét és két metszet térképét. Kordos László 1984-ben megjelent könyvének országos barlanglistájában meg lett említve az Akasztó-hegyi barlangüregek összefoglaló név. A listához kapcsolódóan látható a Déli-Bakony, a Balaton-felvidék és a Keszthelyi-hegység barlangjainak földrajzi elhelyezkedését bemutató 1:500 000-es méretarányú térképen az üregek földrajzi elhelyezkedése.
Az 1984-ben kiadott, Lista a Bakony barlangjairól című összeállításban Fehér-parti 2. barlang a 4463-as barlangkataszteri területen, a Tihanyi-félszigeten, Tihanyban lévő barlang neve, amelynek további nevei Akasztó-hegyi 3. barlang és Akasztó-dombi 3. barlangüreg. Posztvulkánikus, 2×2 m-es és 1 m magas barlang. 1987-ben Eszterhás István írta le részletesen a barlangot.
Az Eszterhás István által 1989-ben írt, Magyarország nemkarsztos barlangjainak listája című kéziratban az olvasható, hogy a Bakony hegységben, a 4463-as barlangkataszteri területen, Tihanyban lévő Fehér-parti 2.sz. barlang gejziritben alakult ki. A barlang 2,1 m hosszú és 0,5 m magas. A listában meg van említve az a Magyarországon, nem karsztkőzetben kialakult, létrehozott 220 objektum (203 barlang és 17 mesterséges üreg), amelyek 1989. év végéig váltak ismertté. Magyarországon 40 barlang keletkezett gejziritben. Az összeállítás szerint Kordos László 1984-ben kiadott barlanglistájában fel van sorolva 119 olyan barlang is, amelyek nem karsztkőzetben jöttek létre.
Az Eszterhás István által 1993-ban írt, Magyarország nemkarsztos barlangjainak lajstroma című kéziratban meg van említve, hogy a Bakony hegységben, a 4463-as barlangkataszteri területen, Tihanyban helyezkedik el a Fehér-parti 2.sz. barlang. A gejziritben keletkezett barlang 2,1 m hosszú és 0,5 m magas. Az összeállításban fel van sorolva az a Magyarországon, nem karsztkőzetben kialakult, létrehozott 520 objektum (478 barlang és 42 mesterséges üreg), amelyek 1993 végéig ismertté váltak. Magyarországon 40 barlang, illetve mesterségesen létrehozott, barlangnak nevezett üreg alakult ki, lett kialakítva gejziritben. A Bakony hegységben 123 barlang jött létre nem karsztkőzetben. A 2001. november 12-én készült, Magyarország nemkarsztos barlangjainak irodalomjegyzéke című kézirat barlangnévmutatójában szerepel a Fehér-parti 2. sz. barlang. A barlangnévmutatóban fel van sorolva 12 irodalmi mű, amelyek foglalkoznak a barlanggal.

## További irodalom
- Bertalan Károly: Bakonyi barlangok adatgyűjteménye. Kézirat. Veszprém, Budapest. 1932–1976. (A kézirat megtalálható az Országos Környezet- és Természetvédelmi Hivatal adattárában.)
- Eszterhás István: A Tihanyi-félsziget barlangkatasztere. Kézirat, 1984. 44–45., 122. oldal és mellékelve egy fénykép. (A kézirat megtalálható a Magyar Karszt- és Barlangkutató Társulat Adattárában és a KvVM Barlang- és Földtani Osztályon.) (Néhány oldallal és fényképpel bővebb, mint az 1987-es nyomtatott változat. A kéziratot csak barlangonként szétdarabolva láttam.)
- Eszterhás István: A Bakony nemkarsztos barlangjainak genotipusai és kataszteri jegyzéke. Kézirat. Budapest, 1986. Szerződéses munka az Országos Környezet- és Természetvédelmi Hivatalnak.
- Pék József: Térkép az Akasztó-hegyi-barlangról. 1970–1972? (Eszterhás István 1987-es tanulmányában szó van róla, de a publikációban az is olvasható, hogy a Magyar Karszt- és Barlangkutató Társulat térképtárában található térképhez nem sikerült hozzájutni.)
- –: OKTH barlangkatalógus. Kézirat, 1975–1983. (18 karton a 25-től a 42. sorszámig tartalmazza a tihanyi barlangok egy részét.)